# Hermann Friedrich Beckh
Hermann Friedrich Jakob Beckh (* 13. August 1806 in Schwabach; † 25. August 1886 auf Schloss Rathsberg bei Erlangen) war ein deutscher Jurist und Politiker.

## Leben
Beckh wurde 1806 als Sohn eines Kaufmanns geboren und studierte nach dem Besuch des Gymnasiums in Nürnberg Rechtswissenschaften in Erlangen und Heidelberg. Während seines Studiums wurde er 1825 Mitglied der Alten Heidelberger Burschenschaft, später 1880 Ehrenmitglied der Burschenschaft Bubenruthia Erlangen.
1827–30 war er Rechtspraktikant am kgl. Landgericht Nürnberg. Nach seiner Eheschließung am 12. Mai 1830 mit Mathilde von Wahler (* 26. Juni 1810, † 28. Dezember 1854) zog er sich ins Privatleben zurück, engagierte sich jedoch für viele öffentliche Belange. Im Winter lebte er mit seiner Familie in Nürnberg, im Sommer auf dem Landsitz seines Schwiegervaters Schloss Atzelsberg. 1869 erwarb er von seinen Schwiegereltern das Schlossgut Rathsberg und setzte es von Grund auf instand. Nach dem Tod seiner ersten Frau heiratete er am 29. Juni 1857 Sophie Cella (1828–1913).
Er gründete und leitete das Nürnberger Rettungshaus und übernahm 1843 in Nürnberg die Leitung der Vorbereitungen zum 110-jährigen Erlanger Universitätsjubiläum. Er gründete die Jubiläumsstipendienstiftung der Universität Erlangen und wurde zum Ehrendoktor (Dr. jur. hc.) ernannt. Er war auch Verwaltungsausschuss-Mitglied am Germanischen Nationalmuseum und tätig für die Gründung der deutschen Flotte und in der Schleswig-Holstein-Frage. Von 1875 bis 1877 war er Mitglied der Bayerischen Abgeordnetenkammer.
Seine Söhne waren die Politiker Friedrich Beckh und Hermann Beckh.